# شین ۱۹۹۴
سیارک ۱۹۹۴ (به انگلیسی: 1994 Shane، نامگذاری:1961TE) هزار و نهصد و نود و چهارمین سیارک کشف شده‌است که در ۴ اکتبر ۱۹۶۱ کشف شد.
قدر مطلق سیارک برابر ۱۱٫۶۰ است.